# Havelock (rivière)
Pour les articles homonymes, voir Havelock.
La rivière Havelock  (en anglais : Havelock River ) est un  cours d’eau de l’Île du Sud de la Nouvelle-Zélande.

## Géographie
La source de la rivière est dans la chaîne de Cloudy Peak Range, une partie des Alpes du Sud, entre le "pic Sceptre" et le "pic Outram". 
La rivière rejoint le fleuve Rangitata, qui lui-même s’écoule ensuite dans l'anse de Canterbury Bight (en) entre les villes d’Ashburton et de Temuka.

## Étymologie
La rivière fut dénommée par Sir Julius von Haast le 12 mars 1861 d’après le nom de Sir Henry Havelock, un général britannique.